# Мария Франциска Доротея Пфальц-Зульцбахская
Мария Франциска Доротея Кристина фон Пфальц-Зульцбах (нем. Maria Franziska Dorothea Christina von Pfalz-Sulzbach; 15 июня 1724, Шветцинген — 15 ноября 1794, Зульцбах) — пфальцграфиня Зульцбахская из рода Виттельсбахов, в браке — герцогиня и пфальцграфиня Пфальц-Биркенфельда.

## Биография
Мария Франциска родилась в семье курпфальцского наследного принца Иосифа Карла (1694—1729) и его супруги Елизаветы (1696—1728). Её отец был наследник и зять курфюрста Пфальца Карла III Филиппа, однако вследствие своей ранней смерти (в 1729 году) в права наследства так и не вступил. Старшая сестра Марии Франциски, Елизавета Августа была супругой курфюрста Баварии и Пфальца Карла Теодора (1724—1799). Обе девочки воспитывались в Зульцбахе у деда, Теодора Эсташа.
После смерти Карла Теодора в феврале 1799 года в ветви Пфальц-Зальцбахской род Виттельсбахов наследников в мужском колене более не имел. В связи с этим родившийся в 1756 году младший сын Марии
Франциски, курфюрст Максимилиан IV (будущий король Баварии Максимилиан I) унаследовал объединённое в 1777 году курфюршество Баварии и Пфальца. Таким образом, Мария Франциска оказалась «праматерью» всех баварских королей вплоть до 1918 года и всех ныне живущих Виттельсбахов.
Семейная жизнь герцогини, однако, оказалась неудачной. С 1760 года её добрые взаимоотношения с мужем были разрушены. По собственным словам Марии Франциски, «распущенные нравы герцогского двора, который она презирала, развратили» её настолько, что она завела себе в Мангейме любовника-актёра, от которого забеременела. Когда история стала известна, герцог удалил Марию Франциску от двора. В Страсбурге она родила сына, и затем была отправлена в монастырь урсулинок в Мец, а оттуда — в августинский монастырь в Бонневуа в Люксембурге. После смерти мужа в 1767 году герцогине было разрешено вернуться в свой замок Зульцбах, где она и жила до своей смерти в 1794 году.

## Семья
В 1746 году Мария выходит замуж за герцога Пфальц-Биркенфельда Фридриха Михаэля (1724—1767). В этом браке у них родились дети:
- Карл II Август Кристиан (1746—1795), князь Пфальц-Цвейбрюккена, женат на принцессе Марии Амалии Саксонской
- Клеменс Август Йозеф Фридрих (1749—1750), принц Пфальц-Цвейбрюккенский
- Мария Амалия Августа (1752—1828), принцесса Пфальц-Цвейбрюккенская — замужем за Фридрихом Августом I, королём Саксонии
- Мария Анна (1753—1824), принцесса Пфальц-Цвейбрюккенская
- Максимилиан I Йозеф (1756—1825), король Баварии.